# Gyűjtősín

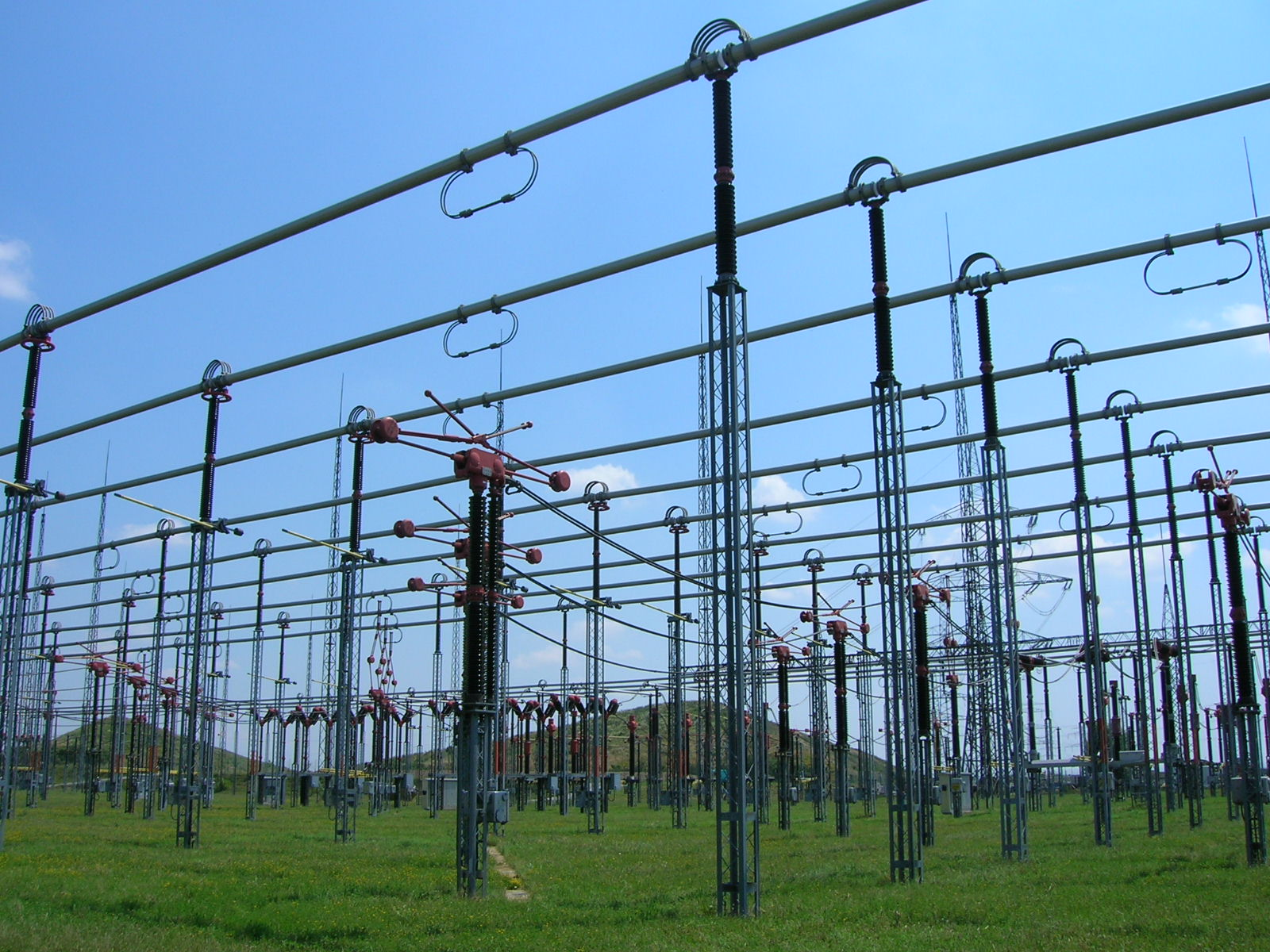
Nagyfeszültségű gyűjtősínek a Bécs délkeleti részét ellátó elosztóállomáson

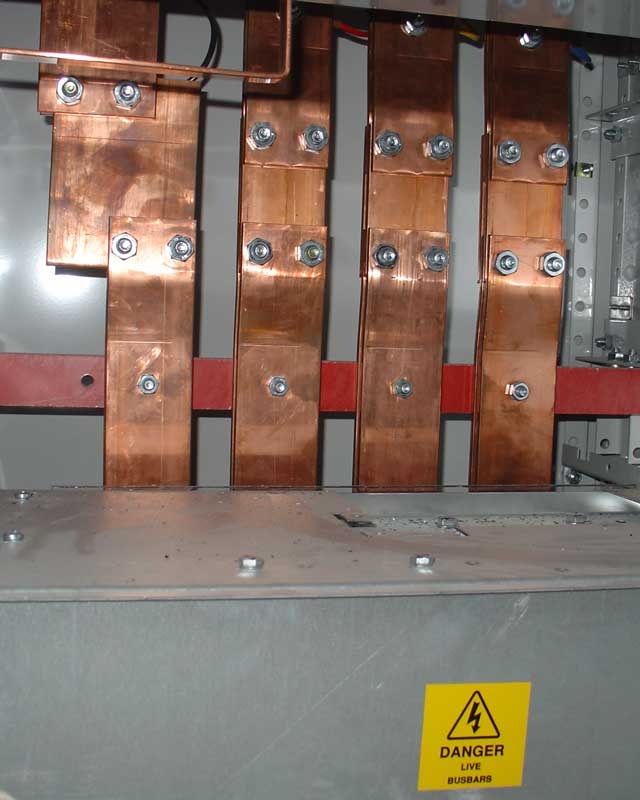
Kisfeszültségű, 1500 amper terhelhetőségű gyűjtősínek egy épületen belüli áramellátáshoz

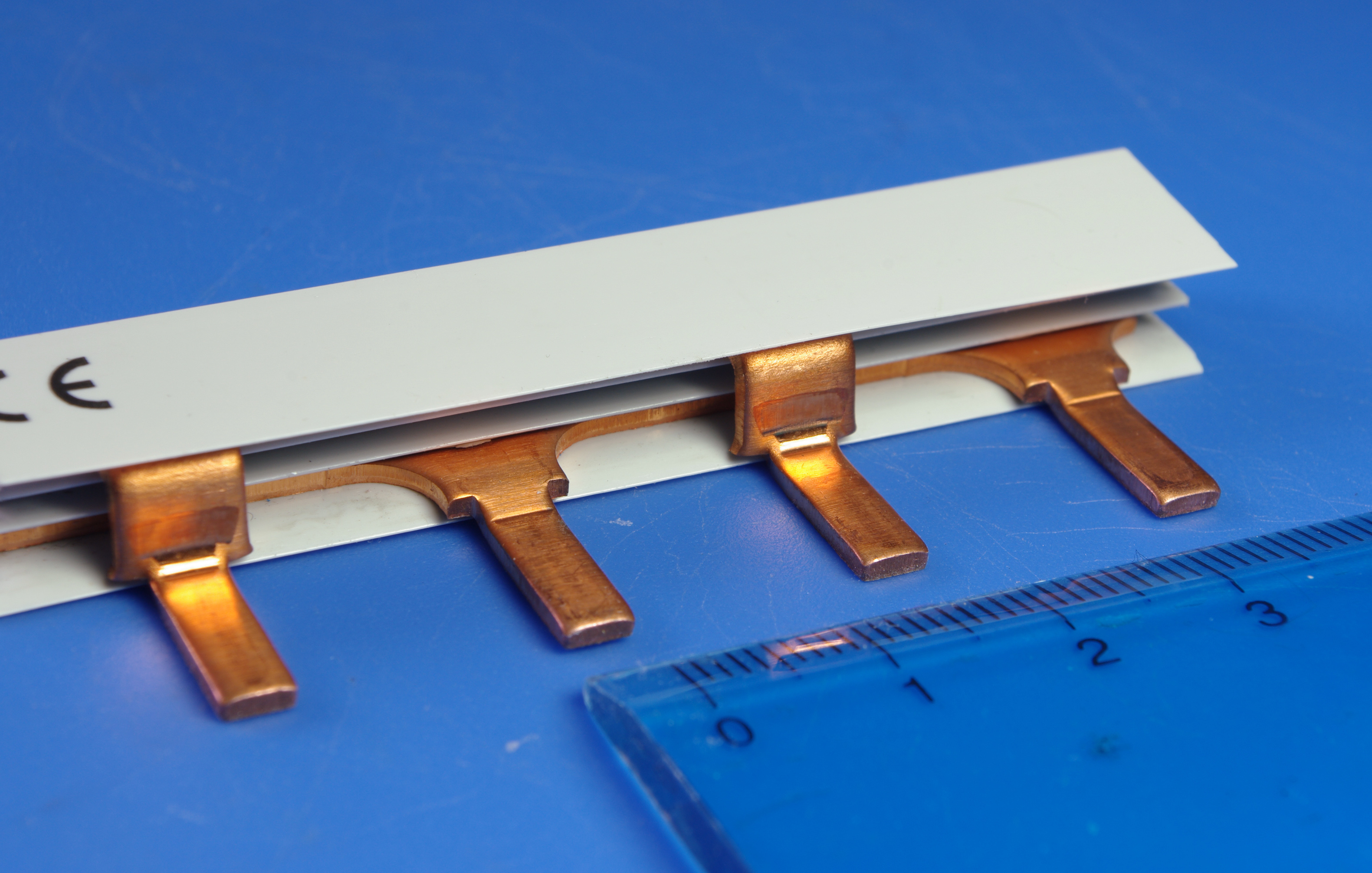
63 amper terhelhetőségű, egyfázisú gyűjtősín

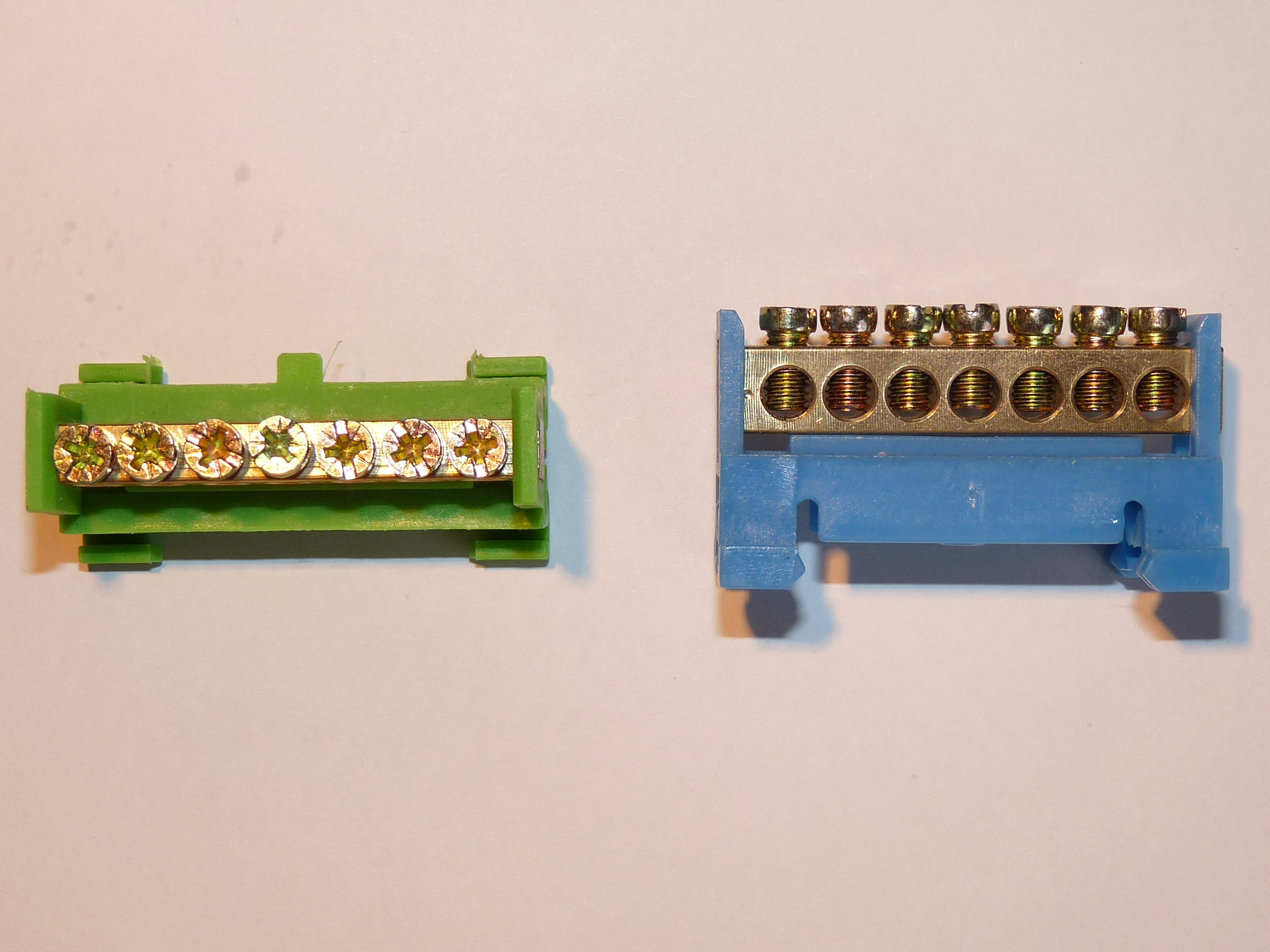
Kisfeszültségű, lakásokban alkalmazott gyűjtősínek

A gyűjtősín villamossági kifejezés alatt elektromos vezetők olyan elrendezését értjük, amelyek a villamos energia központi elosztását teszik lehetővé. A gyűjtősínes rendszerekben minden beérkező és távozó vezetőt egymással fázisonként elektromosan összekapcsolják (például egy transzformátorállomásnál). Színjelölés: L1 fázis – zöld, L2 fázis – sárga, L3 fázis – piros. Üzemzavar esetén megszakítók választják le a hibás csatlakozást.

## Kialakítása
Mivel nagy mennyiségű elektromos áramokat és hirtelen áramváltozásokat kell elviselniük, emiatt megfelelő felépítésük fontos.
- Kis ellenállás. Elektromos ellenállásuknak a lehető legkisebbnek kell lenni, mivel egyrészt az ellenállással arányos melegedés jelentkezik, másrészt az ellenállás energiaveszteséget is jelent. Anyaguk réz vagy alumínium, de szupravezetők alkalmazása is előfordul.
- Robusztus felépítés. A nagy áramokkal erős mágneses tér is jelentkezik, ami mindenfajta közelben lévő fémmel, különösen párhuzamosan futó vezetékekkel nagy erőhatásokat vált ki. Ez eldeformálhatja a síneket, illetve a csatlakozásokat meglazíthatja.
- Kiváló csatlakozások. Mind a fokozott elektrogalvanikus hatás, oxidáció, fizikai terhelés ellenére kiváló csatlakozást kell biztosítaniuk. Emiatt, ahol csak lehet, hegesztéssel egyesítik a bekötéseket. Ahol ez nem lehetséges, megfelelően ellenálló ötvözeteket alkalmaznak.
- Elektromos feszültségszint. Nagyfeszültségen a váltakozó áram a skin (felületi – öntaszító) hatás miatt az áram nagy része a vezető külső felületén folyik, emiatt gyakran csöveket alkalmaznak vezetőnek. Kisfeszültségnél a tömörség kiemelt tényező a mechanikus szilárdsághoz.
- Terheléselosztás. Többszörös betáplálás esetén fontos azok sínen való elosztása, hogy a üzemzavar esetén ne szakadhasson meg minddel a kapcsolat. Emellett az üzemi áramok mértéke is nagyban csökkenthető.

## Védelem
- Tűzvédelem. Mivel zárlat esetén a sín akár izzásig hevülhet, fontos mindenféle gyúlékony anyagot távol tartani. Másrészt a több helységen végigfutó sínek az épületeken belül a tűz terjedését is segíthetik, emiatt a falaknál külön tűzvédelmi megoldásokat használnak.
- Zárlatvédelem. Áramváltókkal figyelik az áram mértékét. A zárlati áramlökések akár el is törhetik a síneket, emiatt speciális, előre programozott elektronikus rendszereket alkalmaznak a káros hatások csökkentésére, illetve az üzembiztonság javítására.
- Szigetelés. Mivel a száraz levegő kiváló elektromos szigetelő – illetve az esővíz sem vezeti az áramot -, a gyűjtősíneket nem szokták burkolni, kültéren sem. A szigetelések fő feladata a mechanikus szilárdság biztosítása.

## Gyűjtősín rendszerek
A regionális jelentőségű villamosenergia-termelő és -elosztó állomásokon az üzemzavarok hatásainak csökkentésére gyűjtősín-rendszereket szoktak kialakítani. Ezek lényege, hogy megszakítókkal (amelyek áramot is képesek megszakítani) és szakaszolókkal a bekötések egy adott része vagy mindegyike leválasztható karbantartási és zavarelhárítási okokból. Rendkívül nagy áramok vagy szennyezés hatására a megszakítók beragadhatnak, emiatt a lehetőségek szerint többszörös leválasztási lehetőségeket szoktak kialakítani.
A rendszerek megnevezése az egyszerűbbektől az összetettebbekig:
- Egyszeres gyűjtősín
  - szakaszolós bontással
  - megszakítós bontással
  - Segédsínes rendszer
- Kettős gyűjtősín rendszer
  - osztatlan
  - osztott
  - Kombinált sínáthidaló alkalmazása
- PI-kapcsolás
- Poligonkapcsolás
- Másfélmegszakítós rendszer (itt már minden leágazáshoz megszakító van építve, amihez sínáthidaló is tartozik)

## Gyűjtősín-védelem
Az erősáramú berendezések pontos méretezése elkerülhetetlen. Amennyiben az üzemi értékeket meghaladó terhelés lép fel, a védelmi berendezések leválasztják a hibás mezőt. Ennek célja, hogy a hiba forrásához lehető legközelebb történjen a kikapcsolás, így a legtöbb fogyasztó ellátása fennmaradjon. A védelmi automatizmusok a zárlatok fellépésekor a rendkívül rövid idő alatt bekövetkező károk megelőzésére automatikusan működtetik a megszakító berendezéseket. Az érzékelés áramváltókkal történik, amik az áram erősségét és irányát is jelzik.
Természetes gyűjtősín-védelemről beszélünk, amennyiben a bekötések saját védelmére hagyatkozva történik a zavarelhárítás.

### Önálló gyűjtősín-védelmi megoldások

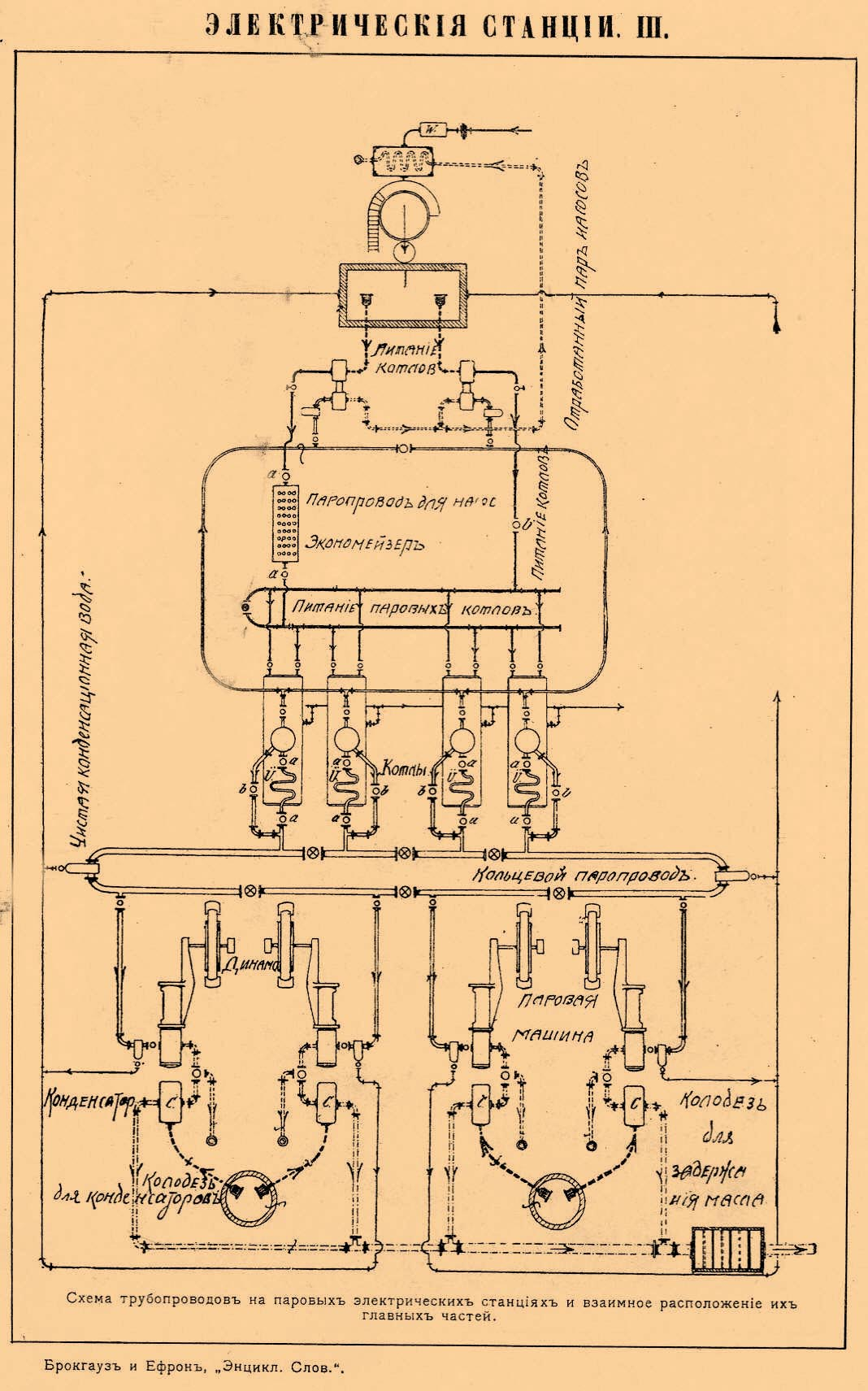
Régi gőz-gyűjtősínes erőmű vázlata a Brockhaus-lexikonból

- Fojtótekercsek alkalmazása: az áramlökéseket csillapító berendezések, amelyek a védelmi reakcióidők növelését teszik lehetővé.
- Többlépcsős zárlatvédelem: a bekötéseken gyors kioldású, illetve a sínszakaszoknál lassabb megszakítási időzítés, ami a zavar helyének és kiterjedésének megfelelően határolja el a hibás területet.
- Differenciálvédelem: védett területen belüli hibák esetén azt a tényt használja ki az érzékelésre, hogy hibamentes állapotban, illetve külső zárlat esetén a sínre befolyó és elfolyó áramok összege nulla, sínzárlatkor viszont a zárlat helyén elfolyik az áram, a kiegyenlítés megszűnik (Kirchhoff I. törvénye)

## Régi erőművek
A 20. század első felében épült hőerőművekben gyűjtősínt alkalmaztak nemcsak elektromos berendezéseknél, hanem gőz oldalon is. Ez azt jelentette, hogy a kazánok által termelt gőzt nem közvetlenül a gőzgépekbe vagy gőzturbinákba vezették, hanem egy gyűjtősínbe, amelyről az egyes erőgépekhez szelepeken keresztül csatlakoztak le a frissgőz-vezetékek. Ez a rendszer azzal az előnnyel járt, hogy bármelyik egységet ki lehetett iktatni a rendszerből üzemzavar vagy karbantartás esetén anélkül, hogy a többi berendezés üzemét zavarná. Idővel azonban a berendezések megbízhatósága lényegesen javult, egyre ritkábbak lettek a váratlan üzemzavarok, így a bonyolult és költséges gyűjtősínes rendszerről áttértek a blokkokra, amelyeknél gyűjtősínt a transzformátor után alakították ki.